# Plac Hiszpański w Sewilli

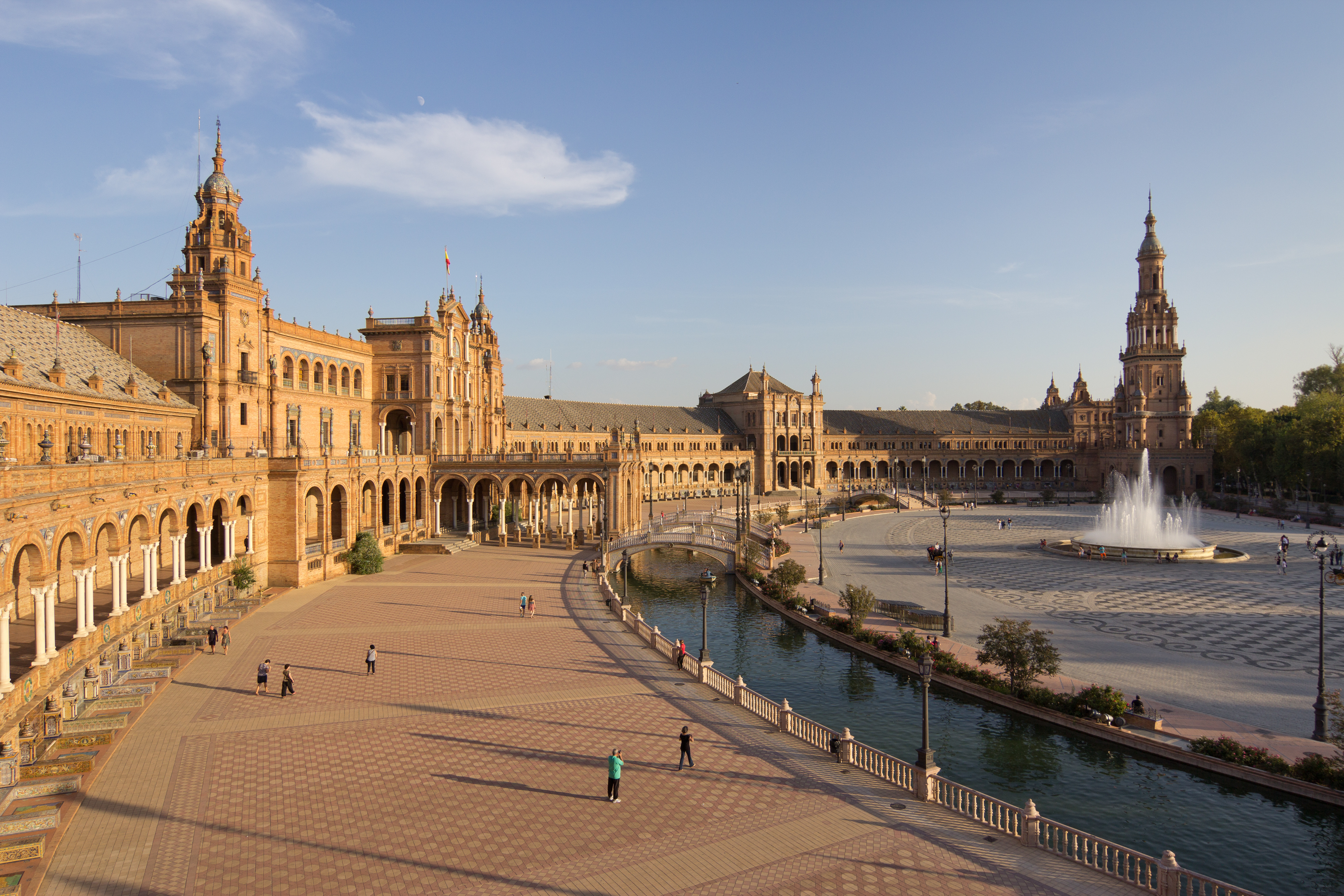
Plac Hiszpański w Sewilli

Plac Hiszpański w Sewilli (hiszp. la Plaza de España en Sevilla) – zespół architektoniczny położony w Parku Marii Luizy w Sewilli.

## Historia
Plac Hiszpański w Sewilli powstał w ramach wystawy Iberoamerykańskiej z 1929 roku.

## Powierzchnia
Powierzchnia placu wynosi 45,932 m².

## Opis
Plac Hiszpański w Sewilli składa się z następujących elementów:
- Pawilon Hiszpanii – wydłużony budynek na planie półkola, o średnicy 200 m., z dwiema wieżami na osi północ-południe, trzema bramami (trzy kondygnacje) i dwukondygnacyjnym przejściem arkadowym z dołączonymi na parterze ławeczkami, reprezentującymi poszczególne prowincje Hiszpanii. Pawilon został zaprojektowany przez sewilskiego architekta Aníbala Gonzáleza. Obecnie mieści w sobie hiszpańskie instytucje państwowe.
- miniaturowy sztuczny kanał z mostkami i fontanną umieszczoną na środku Placu Hiszpańskiego;
- dekoracyjne ławeczki i balustrady otaczające plac.

Dekoracja Placu Hiszpańskiego została wykonana w stylu andaluzyjskiej architektury regionalnej (hiszp. regionalismo), z wykorzystaniem lokalnej odmiany płytek Azulejos z Triany.